# Marie-Lætitia Bonaparte
Cet article possède un paronyme, voir Marie Bonaparte (homonymie).
Pour les articles homonymes, voir Bonaparte (homonymie).
Titre
Duchesse d'Aoste
11 septembre 1888 – 18 janvier 1890
(1 an, 4 mois et 7 jours)
Marie-Laetitia Bonaparte est une princesse française devenue, par mariage, duchesse d'Aoste, née le 20 novembre 1866, à Paris, en France, et morte le 25 octobre 1926, à Moncalieri, en Italie. C'est un membre de la famille impériale de France et de la famille royale d'Italie.

## Famille
La princesse Marie-Laetitia est le troisième enfant et l'unique fille du prince Napoléon (Jérôme) et de la princesse Marie-Clotilde de Savoie. Ses deux frères sont le prince Victor, né le 18 juillet 1862, et le prince Louis, né le 16 juillet 1864.
Par son père, Marie-Laetitia est la petite-nièce de l'empereur Napoléon Ier et une cousine issue de germain du Prince impérial (par son grand-père, Jérôme Bonaparte) ainsi que du roi Charles Ier de Wurtemberg (par sa grand-mère, Catherine de Wurtemberg). Par sa mère, elle est la petite-fille du roi Victor-Emmanuel II d'Italie et la nièce du roi Humbert Ier, d'Amédée, duc d'Aoste, roi d'Espagne de 1870 à 1873, et de Maria Pia, reine consort de Portugal de 1862 à 1889.

## Biographie

### Enfance
Marie-Laetitia est né au Palais-Royal, à Paris, le 20 novembre 1866, durant les dernières années du règne du cousin germain de son père, l'empereur Napoléon III. Elle est issue d'un mariage malheureux, arrangé en 1858 (et réalisé en 1859) afin de manifester l'alliance franco-italienne en prévision de la deuxième guerre d'indépendance italienne. La princesse Marie-Clotilde était de vingt-et-un ans la cadette de son mari et on compara leur union à celle d'un éléphant et d'une gazelle, le prince Napoléon possédant une corpulence très napoléonienne tandis que son épouse apparaissait frêle, petite et blonde, dotée du nez caractéristique de la maison de Savoie. 
Mariée à un prince impopulaire de la famille Bonaparte, ce qui lui valut un accueil glacial de la part des Parisiens lors de son entrée dans la capitale le 4 février 1859, Marie-Clotilde sut gagner la sympathie du public, aimant sa discrétion, sa charité et sa piété, et la considérant comme victime d'un mariage malheureux.
Marie-Laetitia grandit entre la France et l'Italie, respectivement patries de son père et de sa mère. Après la chute du Second Empire, en 1870, sa famille s'installe à Prangins, sur les bords du lac de Genève. Après la mort du père de Marie-Clotilde, le roi Victor-Emmanuel II, en 1878, cette dernière retourne en Italie, avec sa fille, près de Turin, au château de Moncallier. Marie-Laetitia est séparée de ses frères, Victor et Louis, qui restent avec leur père, le prince Napoléon. À partir de cette époque, la princesse Marie-Clotilde abandonne définitivement la vie mondaine pour se dédier à la religion et aux œuvres charitables. Élevée par sa mère, l'éducation de Marie-Laetitia connut en conséquence une atmosphère proche de celle d'un couvent.

### Mariage
Dans sa jeunesse, la princesse Marie-Laetitia était considérée par certains de ses contemporains comme une beauté ayant l'apparence d'une « vraie Bonaparte ». On disait d'elle qu'elle ressemblait à certaines des sœurs de Napoléon Ier, elles-mêmes considérées comme belles à leur époque
Dans un premier temps, on destine à Marie-Laetitia son cousin germain, le prince Emmanuel-Philibert de Savoie, mais un changement de plans fait avorter ce projet de mariage. Le prince Emmanuel-Philibert, devenu entretemps duc d'Aoste, épousera, en 1895, la princesse Hélène d'Orléans, fille du comte de Paris. 

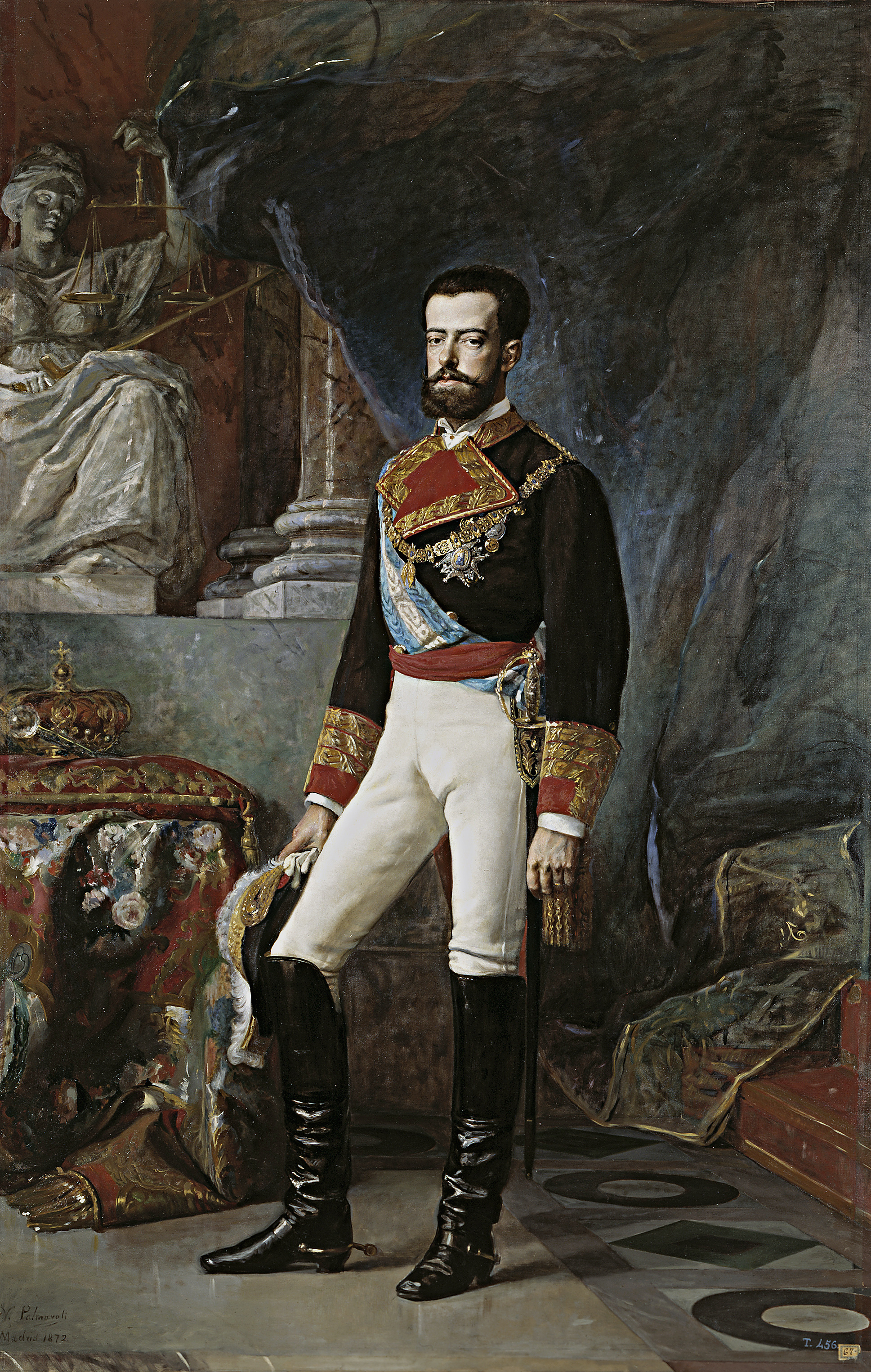
Amédée de Savoie (1845-1890), roi d'Espagne, duc d'Aoste.

En 1886, une rumeur se propage selon laquelle Marie-Laetitia serait destinée à son cousin, le prince Roland Bonaparte, jeune veuf âgé de 30 ans, mais elle s'avéra infondée.
C'est au château de Moncallier qu'elle rencontre le père d'Emmanuel-Philibert, son ancien promis, Amédée de Savoie, duc d'Aoste, son oncle maternel, brièvement élu roi d'Espagne de 1870 à 1873, et veuf depuis 1876 de sa première femme, Maria Vittoria dal Pozzo della Cisterna. Amédée tombe profondément sous le charme de la jeune princesse française, qui accepte de l'épouser en 1888. Certains attribuent ce consentement au désir de Marie-Laetitia de s'affranchir de la pesante tutelle de sa mère
À l'occasion de son mariage, Marie-Laetitia reçoit des présents de personnages notables, comme l'impératrice Eugénie, veuve de Napoléon III, qui lui envoie d'illustres bijoux familiaux, ou encore les trois fils de son futur mari qui lui offrent un collier composé de sept rangs de perles et estimé à une valeur de 60,000 $. Le couple princier décide de se marier à Turin, avec l'ambition de transformer la ville en « un brillant centre d'attraction pour l'Italie ».
L'annonce de leurs fiançailles provoque un certain scandale à la cour d'Italie. Le duc d'Aoste est en effet non seulement de vingt et un ans l'aîné de sa future épouse (qui n'était ainsi que trois ans plus vieille que le premier fils d'Amédée) mais surtout son oncle maternel. Le pape octroie cependant la dispense canonique indispensable pour effectuer un  mariage consanguin. Il faudra attendre 1902 pour que le pape Léon XIII déclare qu'aucune dispense de ce type ne serait plus octroyée à l'avenir.
Amédée de Savoie et Marie-Laetitia Bonaparte se marient le 11 septembre 1888, au palais royal de Turin. La cérémonie était dirigée par l'archevêque de la ville, le cardinal Gaetano Alimonda, qu'on avait chargé d'obtenir à Rome la dispense papale. Le mariage rassembla de nombreux membres de la famille Bonaparte comme de la Maison de Savoie, dont le roi Humbert Ier,roi d'Italie, ou la reine Maria Pia de Portugal, frère et sœur de Marie-Clotilde et Amédée.
Cette alliance était la première depuis janvier 1859 et le mariage des parents de Marie-Laetitia à unir un membre de la Maison impériale de France à une autre famille princière régnante d'Europe. Le mariage attira de nouveau l'attention sur l'ancienne famille impériale détrônée, notamment à travers la presse. Un article du New York Times affirma ainsi à cette occasion qu'un Bonaparte pourrait facilement obtenir au moins deux millions de voix en sa faveur si un plébiscite était organisé en France. Cette brève renaissance mondaine du bonapartisme est à relier à une actualité française dominée par l'ascension du général Boulanger.
Le couple princier s'installa à Turin et eut un fils, le prince Humbert, né le 22 juin 1889 et titré comte de Salemi par son oncle, le roi d'Italie. Le duc d'Aoste mourut six mois plus tard à l'âge de 44 ans. La princesse Laetitia était veuve à 23 ans.

### Veuvage

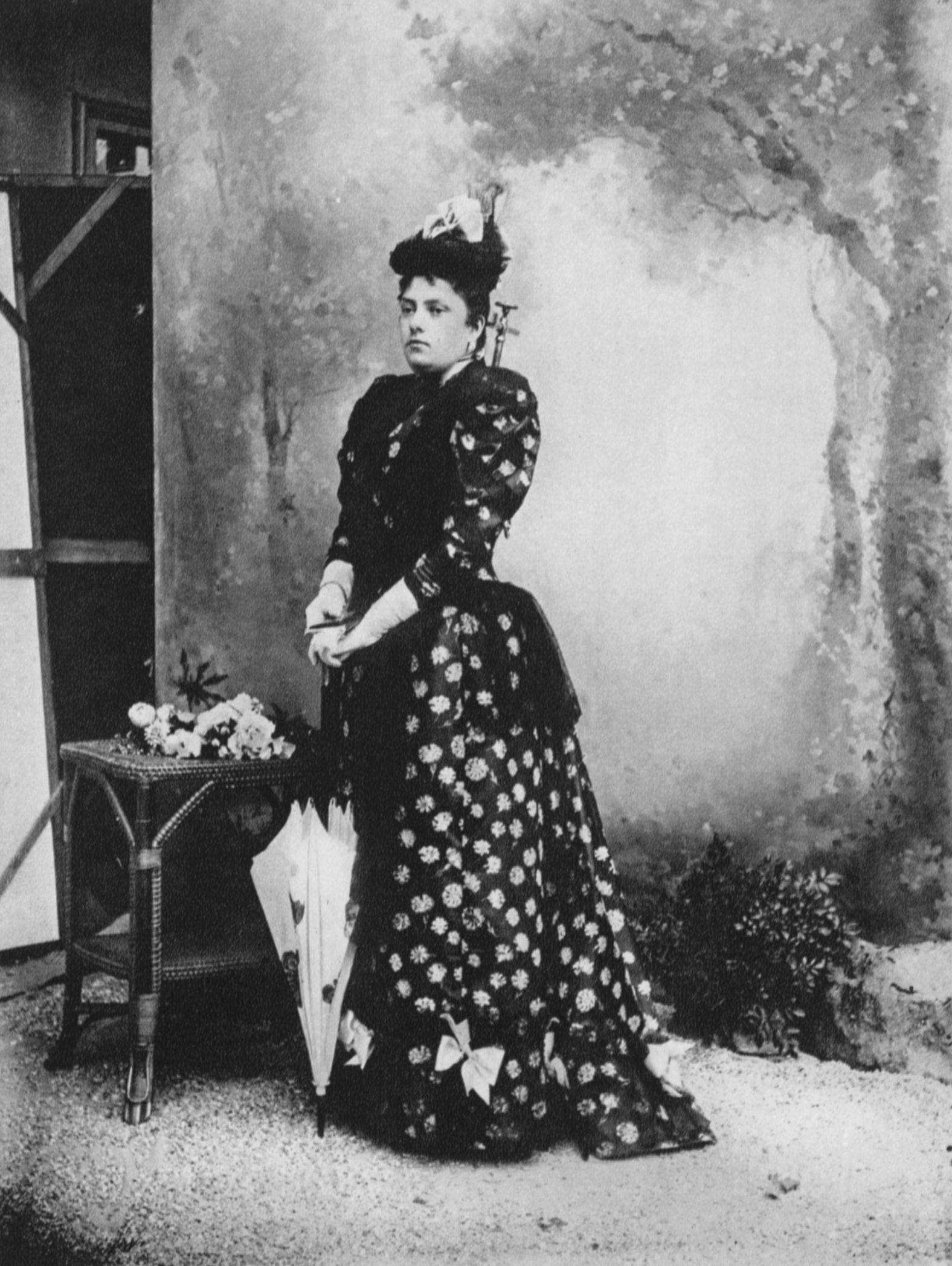
Giuseppe Primoli, Marie-Lætitia Bonaparte, duchesse d'Aoste, en 1893, photographie.

Jusqu'en 1902, la duchesse douairière d'Aoste et son fils n'apparaissent qu'en de rares occasions à la cour d'Italie. De surcroît, aucune image du prince Humbert n'est distribuée, contrairement aux autres membres de la famille royale. Cette absence nourrit diverses rumeurs, certains affirmant qu'il serait « mentalement affligé » ou « mal formé ». Ses plus nombreuses apparitions dans la presse au fil des ans mit fin à ces rumeurs.
La fortune d'Amédée était en grande partie due à la richesse de sa première femme, dont l'héritage était principalement passé à ses trois fils. Ainsi, à sa mort, le duc d'Aoste ne laisse-t-il que peu de ressources à sa seconde femme et à son quatrième fils, ces derniers demeurant étroitement dépendants des crédits accordés par la couronne italienne.
Ce manque d'indépendance financière fut à l'origine de problèmes, plus tard, lorsque le prince Humbert eut quelques différends avec son cousin germain, le roi Victor-Emmanuel III d'Italie. Consécutivement à quelques délits et à ses frasques diverses, Humbert est assigné à résidence en 1911 au château de Moncallier, après avoir été renvoyé de l'Académie navale de Livourne. Considérant la sanction comme trop sévère, Marie-Laetitia approcha la reine Hélène, épouse de Victor-Emmanuel, pour intercéder en faveur de son fils. Mais le roi demeura inflexible et il ne se résigna à légèrement diminuer la peine de son cousin qu'à la suite de la mort de sa tante, la princesse Marie-Clotilde, mère de Marie-Laetitia, survenue le 25 juin 1911.
Le prince Humbert, comte de Salemi, fils unique d'Amédée de Savoie-Aoste et de Marie-Laetitia Bonaparte, disparut quant à lui lors de la Première Guerre mondiale, le 19 octobre 1918, victime de la grippe espagnole.
Veuve, Marie-Laetitia entretint une relation qui fit scandale avec Norbert Fischer, un jeune militaire de vingt ans son cadet. À sa mort, le 25 octobre 1926, on découvrit que Fisher était devenu, à la suite de la mort du prince Humbert, l'unique héritier de la duchesse douairière d'Aoste. Il épousera en 1928 la cantatrice Vina Bovy.

## Titulature
- 20 novembre 1866 -  11 septembre 1888 : Son Altesse impériale la princesse Marie-Laetitia Bonaparte ;
- 11 septembre 1888 - 18 janvier 1890 : Son Altesse impériale et royale la duchesse d'Aoste ;
- 18 janvier 1890 - 25 octobre 1926 : Son Altesse impériale et royale la duchesse douairière d'Aoste.

## Sources
- D. Appleton, Appletons' Annual Encyclopedia and Register of Important Events of the Year 1888, Volume 13, New York, D. Appleton and Co, 1889.
- Henry Remsen Whitehouse, The Sacrifice of a Throne: Being an Account of the Life of Amadeus, Duke of Aosta, sometime King of Spain, New York, Bonnel, Silver, and Co, 1897.
- Ernest Alfred Vizetelly, The Court of the Tuileries, 1852-1870: Its Organization, Chief Personages, Splendour, Frivolity, and Downfall, London, William Clowes and Sons, Limited, 1907.